# تابه‌حال باران را دیده‌ای؟
«آیا تا به حال باران را دیده‌ای؟» (به انگلیسی: Have You Ever Seen the Rain?‎) ترانه‌ای نوشتهٔ جان فاجرتی و یکی از قطعه‌های ششمین آلبوم استودیویی گروه سی‌سی‌آر با نام آونگ (۱۹۷۰) است. این ترانه در سال ۱۹۷۱ و در قالب یکی از تک‌آهنگ‌های آن آلبوم هم روانهٔ بازار شد که در زمان انتشارش در ایالات متحده تا ردهٔ ۸اُم بیلبورد هات ۱۰۰ صعود کرد.
با وجود این‌که برخی این ترانه را در مورد جنگ ویتنام یا مسائل اجتماعی/فرهنگی آمریکا در مرحلهٔ گذر از دههٔ ۱۹۶۰ به دههٔ ۷۰ میلادی دانسته‌اند، خود جان فاجرتی در مورد ترانه گفته‌است که عامل سرودن «آیا تا به حال باران را دیده‌ای؟» بعضی تنش‌های پیش‌آمده در سی‌سی‌آر و مربوط به زمانی بوده که برادرش تام قصد داشته گروه را ترک کند.